# Pedro Acosta
Pedro Acosta (Mazarrón, 25 mei 2004) is een Spaans motorcoureur. In 2021 werd hij wereldkampioen in de Moto3 en in 2023 in de Moto2.

## Carrière
Acosta begon zijn motorsportcarrière in 2013 en won een aantal kampioenschappen voordat hij in 2018 zijn internationale debuut maakte in het Spaanse Moto3-kampioenschap op een KTM. Hij reed in slechts vijf races, waarin een dertiende plaats op het Motorland Aragón zijn beste klassering was. Met drie punten eindigde hij op plaats 33 in het klassement.
In 2019 kwam Acosta uit in de FIM MotoGP Rookies Cup. Hij miste de eerste twee races op het Circuito Permanente de Jerez nadat hij in de kwalificatie een hersenschudding opliep. Bij zijn terugkeer op het Circuit Mugello behaalde hij direct de tweede plaats, een resultaat dat hij op het TT-Circuit Assen herhaalde. Vervolgens won hij drie races op de Sachsenring, de Red Bull Ring en het Misano World Circuit Marco Simoncelli. Met 162 punten werd hij achter Carlos Tatay tweede in het kampioenschap. Tevens reed hij in de laatste vijf races van de Spaanse Moto3 op een KTM. Hij eindigde driemaal in de top 10, met een vierde plaats op Jerez als beste resultaat. Met 34 punten werd hij hier zestiende in het eindklassement.
In 2020 reed Acosta een volledig seizoen in zowel de Rookies Cup als in de Spaanse Moto3. In de Rookies Cup won hij de eerste zes races van het seizoen op de Red Bull Ring (viermaal) en Aragón (tweemaal). Verder stond hij op Aragón nogmaals op het podium en behaalde hij ook op het Circuit Ricardo Tormo Valencia twee podiumfinishes. Met 214 punten werd hij overtuigend kampioen in de klasse. In de Spaanse Moto3 won hij een race op het Autódromo Internacional do Algarve en twee races op Valencia. In de rest van het seizoen behaalde hij vijf podiumplaatsen. Met 177 punten werd hij achter Izan Guevara en Xavier Artigas derde in de eindstand.
In 2021 maakte Acosta zijn debuut in de Moto3-klasse van het wereldkampioenschap wegrace op een KTM. Al in de eerste race in Qatar werd hij achter zijn teamgenoot Jaume Masiá tweede in de race. In de tweede race in Doha moest hij vanuit de pitstraat vertrekken vanwege onverantwoord rijgedrag tijdens de vrije trainingen, maar wist hij snel naar voren te rijden om twee ronden voor de finish aan de leiding te gaan. Hij stond deze positie niet meer af en won zo zijn eerste Grand Prix. De daaropvolgende twee races in Portugal en Spanje wist hij ook te winnen, net als de races in Duitsland en Stiermarken. Hierna kende hij een aantal lastige races, waarin hij vijf keer op een rij niet op het podium terecht kwam terwijl zijn titelrivaal Dennis Foggia dit wel presteerde. In de Emilia-Romagna behaalde hij weer een podiumplaats met een derde positie achter Foggia. In de Grand Prix van de Algarve wist hij de wereldtitel in de Moto3 veilig te stellen met een overwinning, nadat Foggia in de laatste ronde uitviel vanwege een crash met Darryn Binder en Sergio García.

## Statistieken

### Grand Prix

#### Per seizoen
| Seizoen | Klasse | Motor  | Team                        | Races | Winst | Podiums | Poles | SR | Ptn    | Pos |
| ------- | ------ | ------ | --------------------------- | ----- | ----- | ------- | ----- | -- | ------ | --- |
| 2021    | Moto3  | KTM    | Red Bull KTM Ajo            | 18    | 6     | 8       | 1     | 1  | 259    | 1e  |
| 2022    | Moto2  | Kalex  | Red Bull KTM Ajo            | 18    | 3     | 5       | 1     | 1  | 177    | 5e  |
| 2023    | Moto2  | Kalex  | Red Bull KTM Ajo            | 20    | 7     | 14      | 3     | 8  | 332,5  | 1e  |
| 2024    | MotoGP | KTM    | Red Bull GasGas Tech3       | 19    | 0     | 5       | 1     | 2  | 215    | 6e  |
| 2025*   | MotoGP | KTM    | Red Bull KTM Factory Racing | 13    | 0     | 1       | 0     | 0  | 144    | 7e  |
| Totaal  | Totaal | Totaal | Totaal                      | 88    | 16    | 33      | 6     | 12 | 1127,5 |     |

#### Per klasse
| Klasse | Seizoenen  | 1e GP      | 1e podium     | 1e winst    | Races | Winst | Podiums | Poles | SR | Ptn    | Kampioen |
| ------ | ---------- | ---------- | ------------- | ----------- | ----- | ----- | ------- | ----- | -- | ------ | -------- |
| Moto3  | 2021       | Qatar 2021 | Qatar 2021    | Doha 2021   | 18    | 6     | 8       | 1     | 1  | 259    | 1        |
| Moto2  | 2022-2023  | Qatar 2022 | Italië 2022   | Italië 2022 | 38    | 10    | 19      | 4     | 9  | 509,5  | 1        |
| MotoGP | 2024-heden | Qatar 2024 | Portugal 2024 |             | 32    | 0     | 6       | 1     | 2  | 359    | 0        |
| Totaal | 2021-heden | 2021-heden | 2021-heden    | 2021-heden  | 88    | 16    | 33      | 6     | 12 | 1127,5 | 2        |

#### Races per jaar
(vetgedrukt betekent pole positie; cursief betekent snelste ronde; 1–9 betekent positie in de sprintrace)
| Jaar | Klasse | Motor | 1       | 2      | 3        | 4       | 5        | 6       | 7       | 8       | 9     | 10     | 11       | 12      | 13      | 14       | 15     | 16      | 17      | 18      | 19      | 20     | 21  | 22  | Pos | Ptn   |
| ---- | ------ | ----- | ------- | ------ | -------- | ------- | -------- | ------- | ------- | ------- | ----- | ------ | -------- | ------- | ------- | -------- | ------ | ------- | ------- | ------- | ------- | ------ | --- | --- | --- | ----- |
| 2021 | Moto3  | KTM   | QAT 2   | DOH 1  | POR 1    | SPA 1   | FRA 8    | ITA 8   | CAT 7   | DUI 1   | NED 4 | STI 1  | OOS 4    | GBR 11  | ARA DNF | SMR 7    | AME 8  | EMI 3   | ALG 1   | VAL DNF |         |        |     |     | 1   | 259   |
| 2022 | Moto2  | Kalex | QAT 12  | INA 9  | ARG 7    | AME DNF | POR DNF  | SPA 20  | FRA DNF | ITA 1   | CAT 6 | DUI 2  | NED      | GBR DNS | OOS 4   | SMR 6    | ARA 1  | JPN 7   | THA 16  | AUS 2   | MAL DNF | VAL 1  |     |     | 5   | 177   |
| 2023 | Moto2  | Kalex | POR 1   | ARG 12 | AME 1    | SPA 2   | FRA DNF  | ITA 1   | DUI 1   | NED 3   | GBR 3 | OOS 2  | CAT 6    | SMR 1   | IND 1   | JPN 3    | INA 1  | AUS 9   | THA 2   | MAL 2   | QAT 8   | VAL 12 |     |     | 1   | 332,5 |
| 2024 | MotoGP | KTM   | QAT 98  | POR 37 | AME 24   | SPA 106 | FRA DNF6 | CAT 133 | ITA 53  | NED DNF | DUI 7 | GBR 95 | OOS 13   | ARA 3   | SMR 176 | EMI DNF5 | INA 26 | JPN DNF | AUS DNS | THA 3   | MAL 59  | SOL 10 |     |     | 6   | 215   |
| 2025 | MotoGP | KTM   | THA 196 | ARG 89 | AME DNF7 | QAT 8   | SPA 7    | FRA 4   | GBR 68  | ARA 45  | ITA 8 | NED 49 | DUI DNF9 | TSJ 32  | OOS 43  | HON      | CAT    | SMR     | JPN     | INA     | AUS     | MAL    | POR | VAL | 7*  | 144*  |

* Seizoen nog bezig.